# Japonské pohádky

Japonské pohádky jsou povídky pocházející ze Země vycházejícího slunce. Vznikat začaly již v 8. století, kdy byly vykládány šamany. Sepsané pohádky se čtou stejně jako manga knihy, tedy zprava doleva.

## Obecná charakteristika japonských pohádek
Oproti evropským pohádkám se velice liší, jsou mnohem méně drastické a násilné. Člověka chápou jako přirozenou součást přírody, jejich hrdiny jsou často zvířata. Každý z příběhu obsahuje morální ponaučení ze zkušeností mnoha generací lidského pokolení. Typickým rysem těchto pohádek je to, že se hlavní hrdina setkává s nějakým nadpřirozenem, např. mluvící zvířata (tanuki) nebo hrátky, pomoc či láska bohů. Odhalují čtenáři informace o japonské historii a stylu života. Jsou ovlivněny šintoismem a buddhismem.

## Rozdělení
Japonské pohádky jsou často rozděleny do několika částí
1. mukašibanaši - příběhy z dávné minulosti, jsou naučné s náboženskými prvky mohou mít i prvky fantazie s nadpřirozenem.[2](Momotaro)
2. namidabanaši - smutné příběhy (vrabec s rozstřiženým jazýčkem)[3]
3. obakebanaši - stašidelné příběhy (duch sakury) [4]
4. ongaešibanaši - příběhy splácení laskavosti (strom na rozcestí)[5]
5. tončibanaši - vtipné příběhy
6. waraibanaši - humorné příbehy
7. jokubaribanaši - příběhy o chamtivosti

## Strašidelné příběhy
Dle Japonců je Japonsko jedním z míst, kde se straší nejvíc. Japonci věřili tomu, že Japonsko je ostrov, který je smíchaný s nadpřirozenou silou. Půda nabitá magickou energií a lidské bytosti, které ji společně sdílí. Lidé se obávají duchů jurei, ale také je ctí.

## Démoni
1. kijohime - hadí žena
2. juki-onna - sněžná žena
3. jamauba- horští ogři
4. tengu- horští goblini
5. kučisake-onna - žena s rozřízlou pusou, která se stala městskou legendou (1979)[7]

## Hlavní hrdina
Hlavní hrdinové jsou dobří, spravedliví, hodní, vždy působící jako vzor správného chování. Důraz je zde kladen na lásku a úctu k rodičům. Pak jsou zde příklady chamtivosti, např. závistivý soused je kvůli této špatné vlastnosti potrestán.

## Děj
Děj u nich většinou nezačíná slovem kdysi bylo nebylo, ale je u nich určené období a místo. Hlavní hrdinové obvykle pocházejí z chudých poměrů a jsou postihnuti nepříznivým osudem. Setkávají se s nadpřirozenem, které je často zkouší. Když uspějí, bývají odměněni, ale tato odměna se může obrátit v jejich neprospěch, viz Stříbrný jeřáb.